# Саттер, Дуэйн
Дуэйн Саттер (англ. Duane Sutter; род. 16 марта 1960, Вайкинг) — бывший канадский хоккеист, игравший на позиции правого нападающего. В составе «Нью-Йорк Айлендерс» четырёхратный обладатель Кубка Стэнли (1980, 1981, 1982, 1983). Член знаменитой хоккейной семьи Саттеров.

## Карьера

### Игровая карьера
На драфте НХЛ 1979 года был выбран в 1-м раунде под общим 17-м номером клубом «Нью-Йорк Айлендерс». В том сезоне он дебютировал за «Айлендерс» в НХЛ, с которым четыре раза подряд выиграл Кубок Стэнли в 1980, 1981, 1982 и 1983 годах; регулярно набирая очки в матчах, он был одним из лидеров на льду.
В 1987 году был обменян в «Чикаго Блэкхокс», за который играл три сезона, пока в 1990 году не завершил свою карьеру.

### Тренерская карьера
Работал в команде «Флорида Пантерз» в 1996—1998, и 2002—2003 годах в качестве ассистента главного тренера, а с 2000 по 2001 год он был главным тренером «Пантерз».